# Gouden Harp
El Gouden Harp (en català Arpa d'or) és un premi artístic que la fundació Stichting Buma Cultuur va atorgar als artistes mereixedors de la cançó lleugera neerlandesa des del 1962 fins als 2013. Des del 2014 la fundació Buma Cultuur va canviar les regles i les categories i va proposar un nom nou Buma Awards. Amb aquest canvi, la fundació vol en primer lloc estimular compositors, lletristes i editors de música.Dins dels nous Buma Awards queda un premi amb el nom nou Buma Gouden Harp per reconèixer l'obra completa d'un compositor meritíssim, el Lennaert Nijgh Award per a l'obra completa d'un lletrista, i un premi nou per un compositor de música de pel·lícula.
És un dels premis més importants dels Països Baixos. Ferry van Delden i Hugo de Groot van rebre el primer premi el 1962. En tornar les seves arpes d'or el 1975 Cor Lemaire i Wim Ibo van voler protestar contra la premiada Zangeres zonder Naam de la qual menystenien la qualitat artística. A la mateixa ocasió s'atorgava cada any el premi Zilveren Harp (trad.:Arpa d'argent) a un talent jove prometedor.

## Premiats[2]
| 1962 | Ferry van Delden Hugo de Groot                                                                   |
| 1964 | Rine Geveke Max van Praag Lex van Weren Jack Bess (pòstum)                                       |
| 1965 | Eddy Christiani Benedikt Silberman                                                               |
| 1966 | Malando Bob Scholte                                                                              |
| 1967 | Annie M.G. Schmidt Harry Bannink Joop de Leur                                                    |
| 1968 | Corry Brokken Wim Ibo Michel van der Plas Herman Tholen                                          |
| 1969 | Conny Stuart Jules de Corte Harry de Groot Jack Millar Cor Smit                                  |
| 1970 | Jack Bulterman Pieter Goemans Robbie van Leeuwen Lennaert Nijgh Jelle de Vries A.J.G. Strengholt |
| 1971 | Jasperina de Jong Guus Vleugel Eli Asser Bert Paige Julius Susan                                 |
| 1972 | Nico Boer Johnny Jordaan Cor Lemaire Marinus van ‘t Woud Willy van Hemert                        |
| 1973 | Willy Alberti The Cats Henk Elsink Boudewijn de Groot                                            |
| 1974 | Hans van Hemert Joop Stokkermans Paul van Vliet Rolf ten Kate                                    |
| 1975 | Han Dunk Gerrit den Braber Rogier van Otterloo Mary Servaes-Bey (Zangeres zonder Naam)           |
| 1976 | Adèle Bloemendaal George Baker Selection Herman van Veen                                         |
| 1977 | Conny Vandenbos André van Duin Peter Koelewijn                                                   |
| 1978 | Harrie Geelen Pierre Kartner Henry Mildenberg                                                    |
| 1979 | Willem Duys Toon Hermans The Ramblers Gerard van Krevelen                                        |
| 1980 | Earth & Fire Ramses Shaffy                                                                       |
| 1981 | Willeke Alberti Tonny Eyk Willem van Kooten                                                      |
| 1982 | Ruud Bos B.Z.N. Rob de Nijs                                                                      |
| 1983 | Florie Anstadt (Kinderen voor Kinderen) Golden Earring Johnny Hoes Laurens van Rooyen            |
| 1984 | Jaap Eggermont Robert Long                                                                       |
| 1985 | Martine Bijl Ivo de Wijs Gerard Stellaard                                                        |
| 1986 | Bolland & Bolland Seth Gaaikema Herman Stok Pi Vèriss                                            |
| 1987 | Jos Brink Mieke Telkamp Hans Vermeulen Willem Wilmink                                            |
| 1988 | Annie de Reuver Flairck Herman Brood                                                             |
| 1989 | Gerard Cox The Nits Henk Temming & Henk Westbroek Harry van Hoof                                 |
| 1990 | Corry Konings Erik van der Wurff Jan Boerstoel Frank Boeijen                                     |
| 1991 | Drs. P (Heinz Polzer) Margriet Eshuys                                                            |
| 1992 | Jenny Arean Anita Meyer Normaal Hans van Eijck                                                   |
| 1993 | Peter van Asten De Dijk Joop van den Ende                                                        |
| 1994 | Jurre Haanstra André Hazes Karin Bloemen René Froger                                             |
| 1995 | Paul de Leeuw Benny Neyman Metropole Orkest Henny Vrienten                                       |
| 1996 | Youp van 't Hek Ruth Jacott John de Mol sr. The Scene                                            |
| 1997 | Jochem Fluitsma & Eric van Tijn Freek de Jonge Liesbeth List Mathilde Santing                    |
| 1998 | Roy Beltman Marco Borsato John Ewbank Willem Nijholt Rowwen Hèze                                 |
| 1999 | Eddy de Clercq Fay Lovsky Stef Bos Rini Schreijenberg en Emile Hartkamp                          |
| 2000 | Stef Bos                                                                                         |
| 2001 | De Kast Belinda Meuldijk                                                                         |
| 2002 | Anouk Acda & De Munnik Bløf                                                                      |
| 2003 | Frans Bauer Hans Dorrestijn Trijntje Oosterhuis                                                  |
| 2004 | Jan Akkerman Lenette van Dongen Friso Wiegersma                                                  |
| 2005 | Brigitte Kaandorp Guus Meeuwis Ferry Maat                                                        |
| 2006 | Louis van Dijk Herman Finkers Harry Muskee Willem van Beusekom (pòstum)                          |
| 2007 | Ilse DeLange Candy Dulfer DJ Tiësto                                                              |
| 2008 | Krezip Gerard van Maasakkers Jan Smit Within Temptation                                          |
| 2009 | Armin van Buuren Jaap Buys Wende Snijders                                                        |
| 2010 | Nick & Simon Tony Berk VanVelzen Kane\|-                                                         |
| 2011 | Racoon De Jeugd van Tegenwoordig Giorgio Tuinfort                                                |
| 2013 | John de Mol                                                                                      |
| 2014 | Daniël Dekker                                                                                    |
| 2015 | Duncan Stutterheim                                                                               |
| 2016 | Frits Spits                                                                                      |
| 2017 | Edwin Evers                                                                                      |
| 2018 | Leon Ramakers Jan Smeets                                                                         |
| 2019 | Ben Liebrand                                                                                     |
| 2020 | Van Dik Hout                                                                                     |
| 2021 | Anna Knaup                                                                                       |